# Хенријеве занимљиве животиње
Хенријеве занимљиве животиње (енгл. Henry's Amazing Animals) је анимирана документарна дечја телевизијска серија. 
У анимираној серији се појављују гуштер Хенри и невидљиви наратор. Свака епизода се односи на различите врсте животиња. Хенри се често суочава са разним врстама неприлика које се на крају епизоде често решавају и Хенрију успе да научи нешто ново о животињама.
У Србији серија је премијерно емитована на телевизији Хепи. Синхронизацију на српски језик радила је сама телевизија.